# Canoparmelia ecaperata
Canoparmelia ecaperata är en lavart som först beskrevs av Johannes Müller Argoviensis, och fick sitt nu gällande namn av Elix & Hale. Canoparmelia ecaperata ingår i släktet Canoparmelia och familjen Parmeliaceae.   Inga underarter finns listade i Catalogue of Life.